# Богавац, Драган
Дра́ган Бо́гавац (черног. Драган Богавац / Dragan Bogavac; 7 апреля 1981, Биело-Поле, СФРЮ) — черногорский футболист, нападающий.

## Карьера

### Клубная
Футболом Богавац занялся в 13 лет. До 17 лет совмещал занятия футболом и карате, пока не сделал окончательный выбор в пользу футбола. В начале своей карьеры Богавац успешно выступал в командах «Брсково» и «Рудар». В «Рударе» в среднем отличался почти каждые две игры: в 51 встрече забил 25 мячей. Из-за невысокого роста, хороших бомбардирских качеств и дриблинга, высокой скорости Богаваца сравнивали с английским нападающим Майклом Оуэном. В январе 2002 года он перешёл в «Црвену Звезду», где сразу закрепился в основном составе и помог команде выиграть национальный кубок 2002 года. Однако в следующих сезонах Богавац стал гораздо реже забивать и утратил место в основном составе. В 2004 году он с «Црвеной Звездой» выиграл золотые медали чемпионата и национальный кубок.
Летом 2005 года Богавац перешёл в немецкий «Ваккер» из Бургхаузена, заменив ушедшего в «Мюнхен 1860» Штефана Райзингера. В сезоне 2007/08 он перешёл в «Кобленц», но выступал там только с июля по декабрь, затем в январе 2008 года подписал контракт с «Падерборном 07», но не продержался и месяц в клубе. В самом конце трансферного окна был заявлен за «Майнц 05», в Бундеслиге дебютировал 12 сентября 2009. В 2011 году стал игроком казахстанского клуба «Астана», в этом же году выиграл с ним Суперкубок Казахстана. С 12 забитыми голами стал лучшим бомбардиром «Астаны» в сезоне 2011, был включён в список 33 лучших игроков чемпионата Казахстана. В 2012 году Богавац стал подписал контракт с белградским ОФК, за который выступал до 2014 года.

### В сборной
17 апреля 2002 года Богавац сыграл один матч за сборную Союзной Республики Югославии. 12 сентября 2007 года он дебютировал за сборную Черногории в матче против команды Швеции. Всего за Черногорию сыграл 7 игр.